# Torremayor (kommunhuvudort)
Torremayor är en kommunhuvudort i Spanien.   Den ligger i provinsen Provincia de Badajoz och regionen Extremadura, i den sydvästra delen av landet, 300 km sydväst om huvudstaden Madrid. Torremayor ligger 196 meter över havet och antalet invånare är 992.
Terrängen runt Torremayor är platt. Runt Torremayor är det ganska tätbefolkat, med 70 invånare per kvadratkilometer. Närmaste större samhälle är Mérida, 16,9 km öster om Torremayor. Trakten runt Torremayor består till största delen av jordbruksmark.